# Детектор рентгеновского излучения
Детектор рентгеновского излучения — приборы, используемые для измерения потока, пространственного распределения, спектра и других свойств рентгеновского излучения. Используются, в частности, в томографах.
Области применения детекторов рентгеновского излучения делятся на 2 большие категории: визуализация и измерения дозы излучения.
Традиционно рентгеновские детекторы используются в рентгенографии для визуализации внутренней структуры объектов. Первоначально, для этой цели использовались фотопластины и фотоплёнка. В настоящее время переходят к методам оцифровки результатов и используют люминофорные пластины с аппаратами дальнейшей оцифровки или полупроводниковые детекторы (плоскопанельные либо линейные). Линейные детекторы используются при сканирующей рентгеновской технологии.
В счётчиках Гейгера, ионизационных камерах и дозиметрах рентгеновские детекторы используют для измерения дозы облучения.